# Aki Toyosaki
Aki Toyosaki (豊崎愛生, Toyosaki Aki) é uma dubladora e cantora japonesa nascida em 28 de Outubro de 1986 na prefeitura de Tokushima, Japão. Ela teve seus primeiros papéis principais em 2007, interpretando Amunro Minagawa em Kenkō Zenrakei Suieibu Umishō e Su, em Shugo Chara!. Ela ganhou o prêmio de "Melhor Atriz Iniciante" no 4º Seiyū Awards, em 2010, por seu trabalho como Yui Hirasawa, em K-On!, e Kana Nakamachi, em Kanamemo. Na 5º edição, em 2011, ela ganhou os prêmios de "Melhor Atriz em Papel Principal", por seu trabalho como Yui Hirasawa, em K-On!!, e "Melhor Personalidade
". No dia 15 de Fevereiro de 2009, durante o festival "Music Ray'n girls haru no choco matsuri", ela etréia no grupo Sphere com outras 3 seiyūs da mesma agência (Haruka Tomatsu), (Ayahi Takagaki) e (Minako Kotobuki).

## Trabalhos

### Anime

#### 2007
- Kenkō Zenrakei Suieibu Umishō (Amuro Ninagawa)
- Shugo Chara! (Suu)
- Potemayo (Shizuka Shiina)
- Minami-ke (Yoshino)

#### 2008
- Akaneiro ni Somaru Saka (Yo-chan)
- Jigoku Shōjo Mitsuganae (Itsuko Hiraishi)
- Shugo Chara!! Doki— (Suu)
- Net Ghost PiPoPa (Siren)
- Nogizaka Haruka no Himitsu (Mai Asahina)
- Bihada Ichizoku (Ai Shiratori)
- Minami-ke ~Owari~ (Yoshino)

#### 2009
- Aoi Hana (Miwa Motegi)
- Akikan! (Najimi Tenkūji)
- Asura Cryin' (An Ōhara)
- Umineko no Naku Koro ni (Asmodeus)
- Umi Monogatari ~Anata ga Ite Kureta Koto~ (Oshima)
- Kanamemo (Kana Nakamachi)
- K-On! (Yui Hirasawa)[3]
- Shugo Chara Party! (Suu)
- Seiken no Blacksmith (Lisa)
- Sora no Manimani (Aiko Washita)
- Toaru Kagaku no Railgun (Kazari Uiharu)
- First Love Limited (Koyoi Bessho)
- Minami-ke Okaeri (Yoshino)

#### 2010
- Asobi ni Iku yo! (Melwin)
- Ichiban Ushiro no Dai Maō (Keena Soga)
- Ōkami-san to Shichinin no Nakamatachi (Otohime Ryūgū)[4]
- Otome Yōkai Zakuro (Banbari)
- Kaichō wa Maid-sama (Satsuki Hyōdō)[5]
- K-On!! (Yui Hirasawa)
- Seikon no Qwaser (Tomo Yamanobe)
- Sora no Otoshimono: Forte (Chaos)
- Toaru Majutsu no Index II (Kazari Uiharu)
- Hyakka Ryōran Samurai Girls (Kanetsugu Naoe)
- Mitsudomoe (Yuki Yoshioka)

#### 2011
- Kami nomi zo Shiru Sekai II (Jun Nagase)[6]
- Hanasaku Iroha (Nako Oshimizu)[7]
- Fractale (Megan)
- Beelzebub (manga) (Aoi Kunieda)[8]
- Hourou Musuko (Momoko Shirai)
- Mitsudomoe Zōryōchū! (Yuki Yoshioka)
- Softenni (Yura Hiratsuka)
- Yuru Yuri (Chitose Ikeda)[9]
- Manyū Hiken-chō (Kaede)
- Nekogami Yaoyorozu (Shamo)[10]
- UN-GO (Inga)

#### 2012
- Accel World: Chiyuri Kurashima[11]
- Hyōka: Rie Zenna[12]
- Inu x Boku SS: Chino Kotomura[13]
- Jewelpet Kira☆Deco—!: Angela[14]
- Medaka Box: Medaka Kurokami[15]
- Medaka Box Abnormal: Medaka Kurokami
- Natsuiro Kiseki: Rinko Tamaki[16]
- Sekai de Ichiban Tsuyoku Naritai!: Sakura Hagiwara[17]
- Kokoro Connect: (Iori Nagase)[18]
- Kocchi Muite! Miiko: Miiko Yamada
- To Love-Ru Darkness: Momo Belia Deviluke

#### 2015
- Fairy Tail: Seilah

### OVA
- Sōkōkihei Case;IRVINE (Dona)
- Katte ni Kaizō (Suzu Saien)

### Jogos
- Lufia: Curse of the Sinistrals (Dia)
- PHANTOM BREAKER (Yuzuha Fujibayashi)
- Marriage Royale (Iyo Uwajima)
- Final Fantasy Type-0 HD Cinque

## Música (Originais)

### Singles
|   | Título            | Data do Lançamento   | Trabalho                        |
| - | ----------------- | -------------------- | ------------------------------- |
| 1 | love your life    | 28 de Outubro, 2009  | Hangame super online station ED |
| 2 | Boku wo sagashite | 26 de Maio, 2010     | Shimajirou Henka OP             |
| 3 | Dill              | 10 de Novembro, 2010 |                                 |
| 4 | Haru Kaze SHUN PU | 13 de Abril, 2011    |                                 |

### Álbum
|   | Título                      | Data do Lançamento |
| - | --------------------------- | ------------------ |
| 1 | love your life,love my life | 1 de Junho, 2011   |

## Live Solo
|   | Título                         | Data | Local                                  |
| - | ------------------------------ | --- | -------------------------------------- |
| 1 | Music Rainbow 01               | 29 de Janeiro, 2010 | Tokyo                                  |
| 2 | 1st live tour "love your life" | - 4 de Junho, 2011 (2:30pm) - 4 de Junho, 2011 (6:30pm) - 22 de Junho, 2011 - 25 de Junho, 2011 (1:00pm) - 25 de Junho, 2011 (5:00pm) | - Tokyo - Tokyo - Nagoya - Kobe - Kobe |

## Ligações Externas
- Site Oficial